# 창경호 침몰 사고
창경호 침몰 사고(昌景號浸沒事故)는 1953년 1월 9일 전남 여수항에서 부산항으로 가던 정기 여객선 창경호가 경상남도 부산시(현 부산광역시) 서남쪽 다대포 앞바다 거북섬 부근에서 강풍을 만나 침몰한 사고이다. 승선인원 중 선장과 선원 3명 학생 2명 군인 2명을 제외하고 300여 명이 익사한 것으로 추정된다.

## 사고 경위
1953년 1월 9일 오후 2시에 전남 여수항을 출발하여 부산항으로 가던 대동상선 소속의 150톤급 정기 여객선 창경호가 오후 10시 40분경 부산 서남쪽 8km쯤 지점에 있는 다대포 앞바다 거북섬에서 200m 떨어진 지점에서 왼쪽으로 급격하게 기울면서 20~30분 만에 침몰하였다. 당시 창경호는 승객 2백 수십 명과 쌀 450가마를 싣고 있었으나, 선장과 선원 3명, 승객 3명만이 구조되었다고 보도되었다. 며칠 후, 또 한 명의 생존자가 있음이 알려져 생존자는 8명으로 늘어났다.
창경호의 제원
길이 33.6m, 폭 6.15m, 총 147 톤이며, 승선 정원은 240명, 화물 적재량 100 톤이었고, 선령은 20년이었다.

## 수색 및 사고 처리
창경호를 쫓아가다가 사고를 목격한 장구호의 보고로 조난 사실이 알려졌으며, 어둠 속에서 주변의 선박을 동원한 수색에서는 침몰의 흔적을 찾지 못하고, 다음날인 10일 12시경 현장을 발견하여 시신 5구를 인양하였다. 침몰한 선체는 1월 11일에 발견되었고, 유족들은 배의 인양을 서두를 것을 요구하였다.
13일에는 풍랑과 어둠, 시신 대부분의 표류, 잠수부들의 임금 전달의 문제로 시신 인양 작업이 부진했다고 보도되었다. 센 조수도 인양 작업을 지연시켰다. 시신의 인양은 1월 24일부로 266구를 인양할 때까지 계속되었다. 승선한 승객의 수는 승객 명부에 181명이 기록되어 있었고, 선장의 증언에 따라 실제로는 230명 정도 될 것으로 추측하였으나, 인양 작업이 진행되면서 300명에 가까웠음이 드러났다. 1월 24일까지 모두 266구의 시신이 인양되었고, 40여 구의 시신이 유실된 것으로 추정되었다.
선체 인양은 3월 8일에 착수되었고 3월 15일 완료를 목표로 한다고 보도되었으나, 실제로는 1955년 12월 6일에 인양이 완료되었다. 1956년 6월 1일에는 재취항을 목적으로 수리 중이던 선체의 내부에서 해골이 된 시신 3구가 발견되었다.
1953년 1월 12일에는 국회에 창경호 침몰 사고가 안건으로 긴급 상정되었으며, 13일 진상조사위원회가 결의되었다. 사고의 충격으로, 대형 인명사고시 운수업자와 업무를 소홀히 한 감독기관에 대한 벌금을 이전의 250배로 올리고 3년 이하의 금고였던 형량을 최고 사형까지 내릴 수 있게 하는 〈업무상과실사상죄의 특별처벌법〉의 초안이 법무부서에서 작성되기도 하였다.
창경호 침몰 사고로 모두 13명이 기소되었으며, 1953년 5월 16일 부산지방법원에서 열린 공판에서 검사가 주장한 고의살인죄가 아닌 업무상과실치사가 적용되어 선장은 금고 3년, 대동상선 사장은 금고 2년, 선원들은 전원 무죄가 선고되었다.

## 원인 분석 및 논란
창경호의 선장을 포함한 생존자들은 높은 파도나 횡파에 의해 침몰하였다고 진술하였고, 긴급구호본부에서는 초과 적재를 침몰의 원인으로 추측하였다. 창경호는 당시 2백 톤을 초과한 승객과 화물을 싣고 있었고, 거기에 거센 파도를 만나 침몰했다는 것이다. 1월 14일 보도된 검찰당국의 조사에서는 쌀 260가마를 배 밑바닥에, 200가마를 상갑판에 실어 균형이 맞지 않은 것을 주요 원인으로 추정하였다.
창경호의 선체는 20년이상 된 낡은 화물용 범선을 여객선으로 개조한 것이었다.
1945년 7월에 미군 폭격기 때문에 손상을 입고 침몰한 관부연락선 텐잔마루 호(천산환, 일본어: 天山丸)를 수리해 쓰고 있었다는 이야기도 있다. 창경호는 또한 구명보트 한 척 및 구명복 70벌을 모두 본사 창고에 두고 다닌 것이 국회 특별조사단의 조사로 드러났다.